# Megachile ebenea
Megachile ebenea là một loài Hymenoptera trong họ Megachilidae. Loài này được King mô tả khoa học năm 1994.